# Gordinești (Rezina)
Gordineşti è un comune della Moldavia situato nel distretto di Rezina di 1.089 abitanti al censimento del 2004